# Ortholaba laevis
Ortholaba laevis là một loài tò vò trong họ Ichneumonidae.